# 1st Kentucky Infantry (CSA)
Le 1st Kentucky Infantry  Regiment est un régiment d'infanterie qui a servi dans l'armée des États confédérés pendant la guerre de Sécession. C'est le seul régiment du Kentucky à servir dans l'armée de Virginie du Nord.

## Service
Le 1st Kentucky Infantry est organisé en août 1861, par la consolidation de deux bataillons d'infanterie du Kentucky. Un bataillon est sous le commandement de Blanton Duncan et l'autre sous le commandement de John Pope. Le régiment a une dizaine de compagnies. Les deux bataillons arrivent en Virginie à Harper's Ferry, puis partent à Winchester. Les deux bataillons se déplacent avec l'armée de la Shenandoah de Joe Johnston pour se joindre à l'armée du Potomac de Beauregard à Manassas Junction, mais arrive le lendemain de la première bataille de Bull Run, sous le commandement du major Thomas Claiborne. Avec le départ de Duncan, qui présente sa démission le 13 août 1861, les deux bataillons fusionnent. En août, un troisième bataillon de trois compagnies, alors aux environs de New Port News, en Virginie, et augmenté par une compagnie du 1st Louisiana composée de soldats originaires du Kentucky, est envoyé à Richmond pour rejoindre les six compagnies à Manassas Junction. Le lieutenant-colonel Thomas Hart Taylor est affecté au commandement du régiment le 7 août 1861. Taylor est ensuite promu colonel et reste aux commandes jusqu'à ce que l'unité soit dissoute.
Le régiment est affecté à une brigade sous le commandement de J. E. B. Stuart et participe à la bataille de Dranesville. À la mi-1862, le régiment reçoit l'ordre de partir pour Richmond, en Virginie, et participe plus tard à la bataille de Yorktown. À la suite de la bataille, le 1st Kentucky Infantry retourne à Richmond, où il reste jusqu'au termes de ses douze mois d'engagement. Les hommes sont démobilisés les 13 et 14 mars 1862.

## Commandants
- Colonel Thomas H. Taylor